# 中国台湾
- 關於中华人民共和国行政区划的一个法定省份，請見「台湾省 (中华人民共和国)」。
- 關於亞洲開發銀行等國際組織在一個中國政策下對台灣的稱呼，請見「中國台北」。
- 關於中華民國宪法及法律对该国当前實際統治領土范围的称呼，請見「臺灣地區」。
- 關於中華民國在國際體育賽事中使用的稱謂，請見「中华台北」。
- 關於中華民國總統蔡英文在2019年提出的國家論述概念，請見「中華民國台灣」。
- 關於其他被稱為「臺灣」的條目，請見「臺灣 (消歧義)」。

中国台湾，或称中国台湾省（ISO 3166-1代码：TW），是中华人民共和国政府在国内外场合中对台湾或台湾地区的正式称呼之一，也是联合国、世界经济论坛、国际标准化组织、世界银行、国际货币基金组织等国际组织对台湾的主要称呼，同时也是国际标准ISO 3166-1下台灣的名称。
中华人民共和国政府发布的白皮书认为，中国政府于1945年10月25日“恢复对台湾行使主权”，中国因此从法律和事实上收复了台湾；中华人民共和国于1949年成立后，取代中華民國對中國的統治，完成国际法意义上的政权更迭，因此中华人民共和国政府作为中国的唯一合法政府，有權對台灣行使主權。中华人民共和国政府由此依据联大第2758号决议等國際文書，要求联合国等国际组织使用“中国台湾省”作为台湾的正式称呼。
中華民國方面否認中華人民共和國擁有台灣主權，尽管因國共內戰失敗撤退到台灣的中華民國政府也長期以“中国”名义在国际社会活动:65，但自從中華人民共和國於1971年透過联大第2758号决议取得聯合國「中國」代表權、以及台湾内部发生一系列政治及社会变化後，中華民國政府改為強調海峽兩岸互不隸屬的現實，並淡化對中國代表權的爭取。緣此，中华民国方面強烈反對和抵制「中國台灣」一词，继而被认为是具有政治争议的用语。民调显示，台湾多數民意认为“中国台湾”一词是对台湾地位的矮化且非常不尊重，因此不被台湾人民接受。

## 用词争议

### “中国”
在中国历史上，“中国”是指1911年以前統治東亞大陆领土的各种政体和歷朝歷代。
1911年，清朝被孫中山领导的辛亥革命推翻，並在1912年建立中華民國，是中國歷史上第一个正式的共和制政權，由北洋政府統治。1925年，蔣中正成立的國民政府一度統治整個中國大陸。在第二次國共內戰中，中國國民黨戰敗，在1949年，獲勝的中国共产党最终佔領了中國大陸，在北京宣布成立中华人民共和国，中華民國政府則遷往台灣地區。从那时起，事实上存在着两个中国的政權和政府，雖然中國有兩個政權，但当时在外交上承認中华人民共和国的國家並不多，在1971年中華人民共和國加入聯合國前，大部分的國家均認為在台灣的中華民國政府是中國的唯一合法政府。
1945年，中華民國國民政府接管台灣。1949年，中华民国政府於國共內戰失利後播遷台灣，並宣示要夺回中国大陆、恢復中華民國政府在大陸地區的統治。宪法上，中华民国政府和中华人民共和国政府都依然正式宣称擁有对大陆地區和台灣地區的主权。实际上，中华人民共和國政府只實際管辖到中国大陆，在一个中国原則下宣称擁有台湾地區的主权，但未实际管辖。至於只管辖台澎金马地区（由台湾和澎湖、金门、马祖等岛屿组成）的中华民国便通称“台湾”，因中华民国实际统治的主要岛屿而得名。1991年，中华民国增修憲法，但在憲法法理上仍具有中国大陆的領土權。但目前不排除是否透過修憲來更改領土領域。
1971年，根據聯合國大會2758號決議，中華人民共和國取得中華民國的席位。此后，在中國大陆，所有關於臺灣的人、事、物相關資料皆標示為“中国台湾”。
但是，台湾主權地位問題是个复杂的问题，目前尚未解决。大部分是因为美国与其他同盟国對1945年日本的處分和佔領問題有关。1943年，第二次世界大戰期間，同盟國領袖在埃及開羅發表《開羅宣言》，及1945年日本投降所接受的《波茨坦公告》中要求日本必將接受《開羅宣言》的條件。主張台灣歸屬於中國者，據此認為台灣及其附屬島嶼的主權已由上述公告和宣言規定歸還當時的中華民國政府。中华人民共和国国务院所屬的中国社会科学院法学研究所研究员陈欣新於2017年在《国际法研究》期刊中认为，《旧金山和约》虽未明确规定日本应将台湾归还中国，但也并未否认《开罗宣言》和《波茨坦公告》所确立的日本的归还义务，更未主张台湾属于“无主土地”或可以独立的殖民地，因此，他认为《旧金山和约》并未改变开罗宣言中规定的台湾作为中国领土的法律地位。美國政府則認為開羅宣言是同盟國的「意向聲明」、從未正式執行，並主張台灣的地位未定。英國政府的立場也認為開羅宣言只是「意向聲明」、無法轉移主權。
主張「臺灣地位未定論」者认为，日本在之後與同盟國各國相繼簽訂了《舊金山和約》與《中日和約》處理戰後遺留的問題，在這些條約當中，日本都只有表示「放棄」對臺灣、澎湖等島嶼的一切權利、權利名義與要求，對於臺灣、澎湖脫離日本後的主權歸屬則無國際法上的有效明文規範，據此認為臺灣、澎湖的主權歸屬未定。

### “台湾省”
“中國台灣（省）”一词存有歧义。在当前台海现状之下，中华民国和中华人民共和国行政上都存在着“台湾省”这一区划。中华民国台湾省和中华人民共和国台湾省于法理上都不包含中华民国實際管辖的金門、馬祖、烏坵、東沙群島及南沙太平島。中央对台工作领导小组下属的中共中央台湾工作办公室负责执行大陆对台工作的方针政策。
尽管“中国”（英語：China）一词亦可指代中央政府位于台北的“中华民国”（英語：Republic of China），但此释义现已不再常见，因此在台灣方面的認知中，「中國台灣」並不等於「中華民國台灣」，這是因为中华民国在1971年失去联合国“中国”的席位后，“中国”就被国际社会普遍理解为中华人民共和国。在1997年台灣省虛級化之后，臺灣省政府功能转移給中央政府或各县市政府。
中华民国政府当前多使用“中華民國”、“中華民國（台灣）”、“台湾”、“中華臺北”作为其政权的代称，而英文會使用Republic of China、Republic of China (Taiwan)、Taiwan、Chinese Taipei。

## 各方应用

### 聯合國
联合国要求使用“中国台湾”或“中国台湾省”（英語：Taiwan, Province of China）一词来指代台灣。聯合國統計局只限用於統計目的所叫的“中国台湾省”（英語：Taiwan Province of China），數字代碼158。1988年12月20日，鉴于台湾在联合国机构中的称谓问题，中华人民共和国政府以中国常驻联合国亚太经社会副代表名义致函亚太经社会秘书处，要求联合国各有关机构应当使用“中国台湾省”称呼。1989年5月3日，中国常驻联合国代表团向联合国秘书处法律部递交了正式外交照会，“谨奉授权确认联合国系统文件包括统计表格中如必须提及中国台湾省时，其正式称谓应为‘中国台湾省’。”同年6月15日，联合国秘书处法律部答复称，其已将中华人民共和国政府的外交照会印发联合国系统各有关部门，并将立即启用新称呼。2016年，联合国秘书长发言人杜加里克在记者会上被问及联合国秘书长一份关于高雄美浓地震的声明中“中国台湾省”的称谓时强调，这是联合国所采用的正式称谓。
聯合國統計局UN M.49列出的臺灣海峽兩岸政治實體命名沿革，對照如下，英文中譯：
| 年版         | 原文有中文 | 出處頁次                                                    | 代碼156英文名    | 漢譯         | 代碼158英文名            | 漢譯         | 聯合國中國代表 |
| ------------ | ---------- | ----------------------------------------------------------- | ---------------- | ------------ | ------------------------ | ------------ | -------------- |
| 1970年       | 否         | 8, 19, 28, 33                                               | China (mainland) | 中國（大陸） | China (Taiwan)           | 中國（臺灣） | 中華民國       |
| 1975年       | 否         | 4                                                           | China            | 中国         | [ 註 5 ]                 |              | 中華人民共和國 |
| 1982年       | 否         | 3, 10, 18                                                   | China            | 中国         | [ 註 5 ]                 |              | 中華人民共和國 |
| 1996年       | 是         | 4, 7, 11, 16, 23（英文）；5, 10, 16, 22, 33（中文）         | China            | 中国         | Taiwan Province of China | 中国台湾省   | 中華人民共和國 |
| 1999年       | 是         | 5, 11, 17, 37（英文）；177, 184, 191, 197, 198, 212（中文） | China            | 中国         | Taiwan Province of China | 中国台湾省   | 中華人民共和國 |
| 上網取代紙本 | 是         | 不適用                                                      | China            | 中国         | [ 註 5 ]                 |              | 中華人民共和國 |

### 国际标准化组织

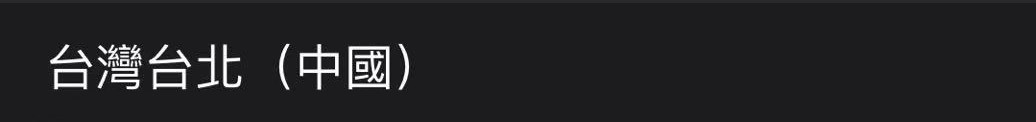
iOS 13时钟App显示“台湾台北（中国）”

负责制定国际标准的非政府组织國際標準化組織（ISO）在其ISO 3166-1世界各国和地区名称代码标准中，将代表台湾的代码TW的名称定为“中国台湾省”（英語：Taiwan, Province of China）。同时，台湾还被作为一个省级行政区列入ISO 3166-2:CN标准中，代码为CN-TW。
中国是国际标准化组织的创始成员国，當時代表中國的中华民国政府因未依规缴纳会费于1950年被ISO暂停会籍，后于1953年被终止会籍。中国标准化协会其后于1978年9月1日成为ISO成员方。在中国大陆的壓力下，国际标准化组织根据联合国名称将台湾的标准名称修改为“中国台湾省”。许多电脑程序和网站经常运用ISO 3166-1代码来列出各国和地区的名称，而基于这个原因，且有时下拉式选单会出现“中国台湾省”（英語：Taiwan, Province of China）並非“台湾”。基於聯合國出處的ISO 3166-1，列出的台灣海峽兩岸政治實體，對照如下，英文中譯：
| 大寫英文字母簡式          | 漢譯           | 小寫英文字母簡式           | 漢譯             | 英文全名                       | 漢譯           | 獨立指示 | 當地簡式名稱     | 鏈接ISO 3166-2 |
| ------------------------- | -------------- | -------------------------- | ---------------- | ------------------------------ | -------------- | -------- | ---------------- | -------------- |
| CHINA                     | 中國           | China                      | 中國             | the People's Republic of China | 中華人民共和國 | 是       | Zhongguo（中國） | ISO 3166-2:CN  |
| TAIWAN, PROVINCE OF CHINA | 臺灣，中國的省 | Taiwan (Province of China) | 臺灣（中國的省） | [ 註 5 ]                       | [ 註 5 ]       | 否       | Taiwan（臺灣）   | ISO 3166-2:TW  |

### 国际货币基金组织
根据1980年3月国际货币基金组织代表团應邀到北京会谈的成果，国际货币基金组织（IMF）决定自1980年4月17日后，改由中华人民共和国行使国际货币基金组织的中国代表权，由中国单独组成一个选区并派设执行董事。中华民国政府此前在国际货币基金组织的基金份额和席位随即更名为“中国台湾省”（英語：Taiwan Province of China），并与IMF保持“非正式安排”关系。其后，IMF在新闻报道和文件中均沿用“中国台湾省”的称法，并将其分类为与香港并列的“领土实体”（英語：territorial entities）。

### 世界银行
根据1980年4月世界银行代表团應邀到北京谈判达成的共识，自1980年5月15日起，中华人民共和国取代中华民国获得在世界银行、国际开发协会、国际金融公司中的“中国”合法席位。其后，世界银行在数据统计和新闻报道中将台湾称之为“中国台湾”。

### 中華人民共和國
中共中央台湾工作办公室发布的《关于正确使用涉台宣传用语的意见》中载明：“在国际活动中介绍我国情况时应称中国或中华人民共和国，不能称‘大陆’。报道国际活动时，不能把台湾和其它国家并列，而应称为‘中国台湾’；与港澳并列时称为‘港澳台地区’或‘台港澳地区’。”中国大陆媒体和网站在下拉式选单和标明台湾人籍贯时，往往使用“中国台湾”作为称呼用语。
在中国大陸從台灣的進口商品中，產地需標註“中國台灣”，作為標準要求。1999年11月26日，中华人民共和国海关总署印发《关于对印有“中华民国”字样的进出口货物及包装处理问题的通知》（署法〔1999〕792号），要求所有从台湾进口的货物，不能带有“中华民国制造”、“MADE IN ROC”字样，否则将涂掉、撕去或改换包装或作出退运处理。2018年8月，有知情人士称产地仅注明“台湾”的产品必须全部下架，除非改为标示“中国台湾”或“中国台湾区”。有知情官员称，台湾一般出口货物有九成左右属于“免审免验”通关，另有一部分属于“应审免验”，加上两岸经贸往来频繁，为加速通关，实际抽验比例很低，被查获产地标示不符合规定的案件很少，所以实际上被退关或销毁的数目并不多。
在2019年的台湾手摇茶业者政治表态事件中，多家台灣的手搖茶公司因此轉而以“中國台灣”稱呼台灣地區，让大陸民眾和台灣支持統一的民眾紛紛表示赞同，而台灣獨派民眾則被激怒，紛紛表示拒絕買這些「親中」手搖茶，《自由時報》甚至還列出了「親中」和「愛台灣」等不同立場的手搖茶，呼籲台灣民眾甄別。
中華人民共和国外交部長王毅2025年3月7日在全國人大會議的記者會上指出，台灣在聯合國的唯一稱謂是「中國台灣省」。同日，央視在微博發布「台灣必歸」海報，喊話一起轉發。侯佩岑、張韶涵、趙又廷、歐陽娜娜、文淇、陳志朋、黃曦彥等數十位台灣藝人轉發該條微博，並附上「堅持一個中國原則」「中國台灣省」等表態。對此，陸委會對有關台灣藝人給予譴責，並擬依兩岸條例相關規範對其進行查處。國台辦發言人陳斌華則表示，藝人作為中國人，表達國家認同是自然不過的事，稱民進黨當局剝奪台灣民眾言論自由。

### 中華民國
民國80年（1991年）通過民國95年（2006年）終止適用的《國家統一綱領》「叁、原則」宣告：
一、大陸與台灣均是中國的領土，促成國家的統一，應是中國人共同的責任。
2007年，中華民國在一瑞士民事法院，控告國際標準化組織使用聯合國命名，而非“中華民國（台灣）”，“侵犯臺灣名稱權”。2010年9月9日，瑞士聯邦最高法院以三比二決定，本着政治问题原则，该问题不受瑞士民事管轄，駁回此案。
2009年，中華民國國家標準CNS 12842中，在台灣海峽兩岸政治實體方面，自認中華民國是獨立的，而拒绝在台湾境内采用ISO 3166-1之国际标准。具体规范如下：
| 大寫英文字母簡式 | 中文名稱       | 英文全名                       | 雙字母代碼 | 三字母代碼 | 數字代碼 | 備註                       | 獨立指示 | 官方語言雙字母代碼 | 官方語言三字母代碼 | 當地簡式名稱 |
| ---------------- | -------------- | ------------------------------ | ---------- | ---------- | -------- | -------------------------- | -------- | ------------------ | ------------------ | ------------ |
| CHINA            | 中華人民共和國 | the People's Republic of China | CN         | CHN        | 156      | [ 註 5 ]                   | #        | zh                 | zho                | Zhongguo     |
| TAIWAN, ROC      | 中華民國       | the Republic of China          | TW         | TWN        | 158      | 包括澎湖群島、金門、馬祖。 | #        | zh                 | zho                | TAIWAN, ROC  |

中华民国视国际组织以「中國台灣省」一詞代替「中華民國」为否定中华民国作为独立主权国家的地位。国际组织以及新闻媒体几度使用该词，遭到中华民国政府官员的抗议。在2011年5月10日，繼联合国机构世界卫生组织在文件中将中華民國称之为“中国台湾”後，時任中華民國總統的馬英九抗议世卫组织的举动，並指世衛此舉是“受到中共壓力的結果”。马英九指出北京的举动「傷害台灣人民的感情，對兩岸都是極為不利」。時任總統蔡英文的政府的第一任行政院院長林全則表示Chinese Taipei（中華台北）的意思就是中華民國。

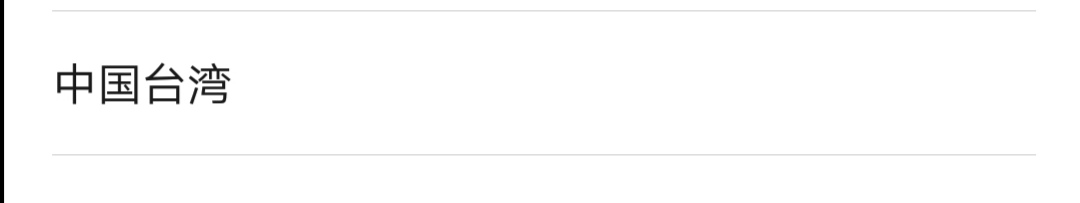
华为手机搭载的EMUI9.1内的系统设置，显示“中国台湾”而非“台湾”，故之后推出的新机型不能顺利在台湾销售

2020年3月11日，中華民國國家通訊傳播委員會規定，若在產品外盒、說明書、系統軟體和韌體中出現「中國台灣」字樣的電信終端設備（包括手機、平板等）將不被允許上市銷售，这亦代表华为新近上市的手机由于此问题不能在台湾銷售。在2019年8月，因华为手機系统標示“台灣”的名稱被指不正確，之后华为发布系统更新，更改为「中國台灣」，随即引发台湾用户的抗议。

### 日本
日本政府根据“一个中国”政策，在部分情形下使用“中国台湾省”或“中华人民共和国台湾省”之称呼。2016年，日本法務大臣金田勝年在受理日本民進黨黨代表蓮舫的國籍問題時召開記者會，表示日本“並不承認”台灣是一個國家，“不承認台灣當局的合法性”，因此无法受理蓮舫的放棄中华民国国籍的證明文件，但是蓮舫擁有中華民國護照的事實，按照日本法律依舊屬於雙重國籍，而必須向法務省宣示只願意擁有日本國籍，才能夠消除雙重國籍的問題。
在日本地方政府签发的住民基本台帐中，各地政府对此的认知则各有不同。如2015年7月底有一名已歸化日本籍的原台灣籍人士在大阪市申請住民票時，發現住民票當中的異動欄位─台湾被记作“中华人民共和国台湾省”的事例，經過家屬陳情與抗議後，該事例於8月初獲得解決；而東京都和橫濱市的政务公文则标为“台灣”。

### 俄罗斯
俄罗斯联邦政府于2022年3月5日发布第二批不友好国家名单，当中称呼台湾为，直译为“台湾（中国）”。

### 越南
在越南，大部分政府公文和许多官方媒体在许多情况下以（台湾（中国））或（中国台湾）称呼台灣，包括关于音乐和娱乐方面。其他媒体经常以“领土”或“岛”称台湾，以避免文章多次提及台湾。媒体有时使用“台湾省”来指代台湾。

### 瑞典
瑞典稅務局於2018年发布公告称，依据ISO 3166标准，瑞典税务局将把对台称呼由「中華民國（台灣）」更改為「台灣－中國的一省」（瑞典語：Taiwan, Provins i Kina）。瑞典外交部之後电邮回應台湾中央社記者表示，他們並沒有要求稅務局修改名稱，也沒要求使用哪種名稱，獨立政府機關可以自行決定提及台灣時該使用何種名稱，瑞典外交部並沒有更改稱呼，依舊在工作上使用「台灣」這個稱呼。

### 美國

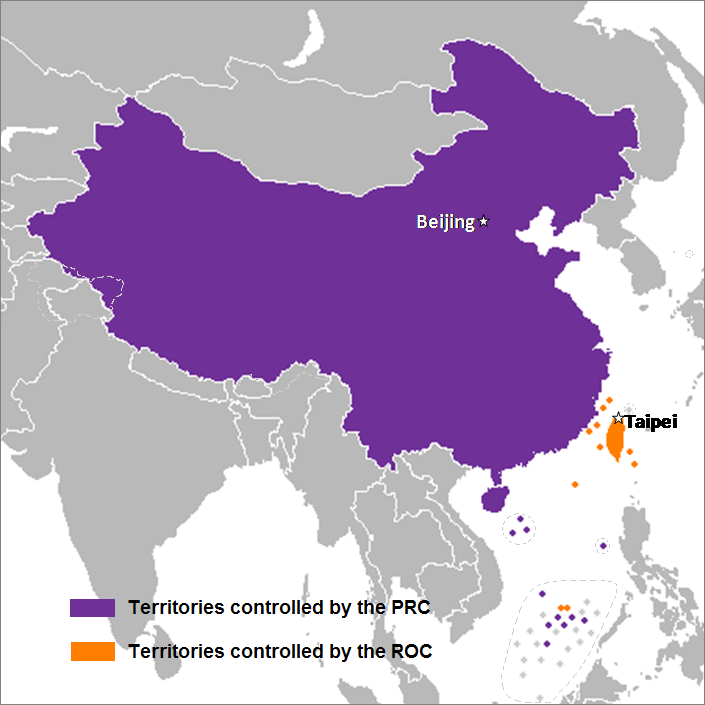
PRC实际管辖的大陆地区（紫色）
ROC实际管辖的台灣地區（橙色）

美国护照申請表出生地若寫“中國臺灣”(Taiwan, China)，美国国务院要求其官員，詢問申請者，確定护照出生地，偏好印上“臺灣”還是“中國”。美國國土安全部稱台灣人持台灣護照申請加入美國籍，歸化入籍證書原國籍僅會被標註為「Taiwan」，不用「Taiwan, China」（中國臺灣）。

### 部分國際航空公司
2018年4月25日，中國民用航空局發函國際航空公司，以限制航權等手段要求各家國際航空公司在2018年7月25日前將台灣機場的名稱去除「台灣」，並更改台灣的機場國家為「中國」，其中四項規定分別為：
- 國家或國家地區類別中不得將「台灣」與「中國」並列，出現台灣的名稱時只能使用「中國台灣」或「中國台灣地區」
- 中國地圖必須包括台灣，台灣地圖標示顏色要與中國相同
- 台灣機場在航線目的地不能將台灣與中國並列，但可以使用中國航點、中國台灣地區航點稱呼台灣機場
- 禁止將台灣劃分入其他（東南亞）地區，必須將台灣列入中國地區的目錄底下

到2018年7月25日共有44家國際航空公司更改台灣航站名稱。